# Беллавэри
Беллавэри (англ. Bellavary; ирл. Béal Átha Bhearaigh) — деревня в Ирландии, находится в графстве Мейо (провинция Коннахт) у трассы N5.
Местная железнодорожная станция была открыта 19 июня 1894 года и закрыта 17 June 1963 года.

## Демография
Население — 147 человек (по переписи 2006 года).
Данные переписи 2006 года:
| Общие демографические показатели |               |                               |                               |      |      |
| Всё население                    | Всё население | Изменения населения 2002—2006 | Изменения населения 2002—2006 | 2006 | 2006 |
| 2002                             | 2006          | чел.                          | %                             | муж. | жен. |
| -                                | 147           | 147                           | -                             | 71   | 76   |